# Sea Beast – Das Ungeheuer aus der Tiefe
Sea Beast – Das Ungeheuer aus der Tiefe (Originaltitel: Troglodyte) ist ein US-amerikanischer Science-Fiction-Horror-Fernsehfilm aus dem Jahr 2008. Der unter Leitung des auf Low-Budget-Filme spezialisierten Kanadiers Paul Ziller in und um Vancouver abgedrehte Streifen erhielt passable Kritiken und wurde am 30. Juni 2008 auf dem Fernsehsender Syfy erstmals ausgestrahlt. In Deutschland erschien er am 30. Juli 2010 direkt auf DVD und Blu-ray. Im Zentrum der Handlung steht ein kleines amerikanisches Fischerdorf, das von gefräßigen Tiefseebewohnern attackiert wird.

## Handlung
Die Mannschaft des Skippers Will wird während eines Sturms auf See von einer unsichtbaren Kreatur um einen Mann dezimiert. Kaum wieder am Heimatdock angelandet, holen Will Schwierigkeiten ein, denn er kann seine Verbindlichkeiten schon länger nicht mehr begleichen, was mit der seit kurzer Zeit stark reduzierten Fischpopulation im Gebiet in Verbindung zu bringen ist. Doch nicht nur Will ist in diesem Punkt ratlos, auch die Biologin Arden, die die Gewässer untersucht, kann sich die Begebenheiten nicht erklären. Erst als wieder Personen von etwas Unbekanntem attackiert und Spuren toxischen Schleims aufgefunden werden, machen sich Will und einige Unerschrockene daran, der Sache auf den Grund zu gehen. Zu allem Überfluss haben sich unterdessen Wills Tochter Carly und deren Freunde Danny, Erin und Drew zu einer nahe gelegenen Insel aufgemacht, um zu feiern – doch soll es für sie schon bald zu einem Albtraum werden.

## Synchronisation
| Rolle        | Darsteller          | Synchronsprecher |
| ------------ | ------------------- | ---------------- |
| Will McKenna | Corin Nemec         | Philipp Brammer  |
| Drew         | Brandon Jay McLaren | Benedikt Gutjan  |
| Roy          | Roman Podhora       | Kai Taschner     |

## Rezeption
Die Bewertungen für Sea Beast – Das Ungeheuer aus der Tiefe fielen größtenteils durchschnittlich aus. So vergeben die Kritiker der Programmzeitschrift TV Spielfilm einen symbolischen „Daumen zur Seite“ und urteilen: „Das Monster spuckt eklig grünen Schleim und kann sich – wohl weil das Budget knapp wurde – unsichtbar machen. Trotzdem ist der Quatsch sogar halbwegs spannend.“ Der Film sei insgesamt ein „recht blutiger, effektiver Monsterspaß“.

„Konventioneller (Fernseh-)Tierhorrorfilm; solide Genreunterhaltung, aber vergleichsweise recht drastisch.“

Auf kino.de wird von einem „gut gelaunten Low-Budget-Horror im Fernsehformat“ gesprochen. „Bewährte Katastrophenfilmklischees“ seien „mit versierter Hand kurzweilig angerichtet“ worden.